# La Dernière Communion
La Dernière Communion est une web-série québécoise en 7 épisodes de 22 minutes. Elle a été créée par Eli Jean Tahchi et Myriam Farsoui. Elle est diffusée depuis le 6 décembre 2024 sur la plateforme de Télé-Québec.
La série décrit la vie de Pierre, Paul et Jean, des frères qui quittent l'Église et tentent de naviguer dans le monde moderne.
La critique a souligné l'intelligence de la série dans sa façon d'aborder le vieillissement, loin des stéréotypes.

## Synopsis
La Dernière Communion raconte le parcours de trois septuagénaires défroqués. Ils vendent leur monastère, qui sera converti en condos, et quittent la vie religieuse. Dans ce récit initiatique, ces frères religieux osent entamer un grand changement de vie à un âge avancé. Paul, Pierre et Jean trouvent refuge chez Aïcha, l'amie de Paul. Pierre tente de retrouver un amour de jeunesse, Paul apprivoise son homosexualité et Jean se lance dans le slam. Ils sont amenés à se tailler une place sur le marché du travail et à apprivoiser les applications de rencontres, entre autres. Leur parcours témoigne d'un choc entre les moeurs anciennes et les mœurs contemporaines. À travers les embûches, ils trouvent la rédemption.

## Distribution
- Jean-Pierre Bergeron : Pierre
- Guy Jodoin : Paul
- Fayolle Jean : Jean
- Karina Aktouf : Aïcha
- Ahmad Hamdan : Mehdi
- Claire Jacques : Monique
- Louise Portal : Hélène
- Iani Bédard : Max
- Sam-Eloi Girard : Ali
- Jacob Whiteduck-Lavoie : Dave
- Dounia Ouirzane : Érika
- Reda Guerinik : Ignacio

## Production

### Développement
La collaboration entre les créateurs Eli Jean Tahchi et Myriam Farsoui a débuté à l'INIS en 2019. Le réalisateur venait de terminer un documentaire sur la fermeture d'une église. Touché par le sort des églises et de personnes qui voient leur monde s’effondrer, il a imaginé une fiction sur le sujet avec Myriam Farsoui. Dès le début du projet, ils l'ont développé de manière à aborder le sujet avec légèreté, mais sans parodie, sans se moquer des personnages.
La diversité est très présente dans la série et les créateurs étaient particulièrement bien équipés pour aborder le sujet. Eli Jean Tahchi vient d’un village chrétien au Liban, alors que Myriam Farsoui vient d’une famille québécoise musulmane.
La série s'accompagne également d'un balado. Animé par Samuel Larochelle, il célèbre des individus du troisième âge qui se sont réinventés, comme le font Pierre, Paul et Jean dans la série. Par exemple, le balado parle de grands changements de carrière et de transition de genre.

### Fiche technique
- Titre original : La Dernière Communion
- Création : Eli Jean Tahchi, Myriam Farsoui
- Réalisation : Eli Jean Tahchi
- Scénario : Eli Jean Tahchi, Myriam Farsoui
- Musique : Yan Dal Santo
- Direction artistique : Marie-Florence Gagnon
- Casting : Renée Claude Vigneault
- Costumes : Juliette Leduc
- Photographie : François Herquel
- Montage : Charles Boisseau
- Script-édition : Marie-Josée Ouellet
- Conseil aux dialogues : Justine Philie
- Production : Marina Khoury, Béatrice Moukhaiber
- Production au développement : Francis Corbeil-Savage
- Production exécutive : Martin Henri
- Société de production : Roméo & fils
- Habillage Graphique : Studio quarante douze

## Épisodes
1. La Désobéissance
2. La Conversion
3. L'Initiation
4. La Révélation
5. La Déception
6. L'Abandon
7. La Réconciliation

### Première saison
Au début de la première saison, Pierre, Paul et Jean quittent l'Église. Ils se réfugient chez l'amie de Paul et remettent en question leur foi. Ensuite, chacun des trois frères entame son propre chemin de croix : Jean trouve un emploi dans un casse-croûte et Paul s’initie aux applications de rencontres. Au troisième épisode, Pierre retrouve Hélène, son amour de jeunesse, après avoir cru qu’elle était décédée. Ensuite, Jean plonge dans l'univers de Max, qu'il a rencontré au travail, et commence le slam. Ils gagneront une bataille de rap un peu plus tard. Dans le cinquième épisode, Aïcha, qui gagne sa vie en vendant des desserts au hachich, oblige Paul à vendre ses produits dans un parc, où il rencontre Ignacio. Plus tard, Hélène rejette Pierre, qui disparaît alors pendant quelques nuits. Elle reviendra ensuite sur sa décision.

## Univers de la série

### Personnages
Frère Pierre est une personne autoritaire, mais romantique. Amoureux d'Hélène dans sa jeunesse, il avait pourtant choisi l'Église pour faire plaisir à sa famille. En secret, il boit du vin sacramental la nuit, car il croit que c’est un bon remède à son hypertension.
Frère Jean a quitté Haïti pour servir l’Église catholique au Québec. Il rêvait de changement, mais ses rêves ne se sont pas réalisés. Missionnaire et ancien professeur de catéchèse, il démontre une grande ouverture d'esprit avec la jeunesse d'aujourd'hui. Par exemple, il se lie d'amitié avec Max, un adolescent harcelé.
Frère Paul a grandi dans le Petit Maghreb, comme Aïcha. Il est devenu frère dans l'espoir d'éviter le jugement de la société sur son homosexualité. Il se confie à une amie imaginaire, la Vierge Marie.

## Distinctions

### Nominations
- NZ Web Fest[6] : Best Cinematography; Best Ensemble, Best Writing; Best Show
- NYC Web Fest[6] : Best Original Concept; Ensemble Cast
- SerieLizados[6]